# Fergalicious
Fergalicious és el segon single de l'exitós àlbum debut de Fergie, anomenat The Dutchess.
Dura 4min i 54 seg, i la versió de ràdio, dura 3min 47seg. A més, a la versió per ràdio, hi ha algunes paraules que no diu perquè estan censurades(com ja li va passar amb London Bridge i que sol passar als EUA). La cançó és una col·laboració amb el membre de The Black Eyed Peas de sobrenom will.i.am.
Al videoclip hi apareixen diversos elements que fan pensar en Charlie i La Fàbrica de Xocolata, i tracta d'una mena de dolç (de nom Fergalicious), que tal com diu la cançó torna bojos als nois.
Tot i que no va arribar al núm.1 als Estats Units, per causa de la gran quantitat de tocs que donaven a la ràdio a Irreplaceable de Beyonce, va ser un succés molt més gran que el de London Bridge, arribant fins i tot a superar el rècord de descàrregues legals en una setmana que havia establert Shakira amb el famós Hips Don't Lie, per arribar a unes 295.000, i just en aquella setmana arribava a núm.2 pujant del 4. Tot i que no va aconseguir el núm.1 al Billboard Hot 100, sí que ho va fer al Pop 100, al Pop 100 Airplay i a Digital Sales, aquesta última durant més de 5 setmanes no consecutives, fet demostrat en el fet ja ha sobrepassat els 2.540.000 senzills venuts exclusivament als Estats Units. Irònicament, tot i ser la seva cançó més venuda, és l'única que no ha arribat al núm.1. Recentment ha estat superada per Big Girls Don't Cry amb unes vendes de 2,890,000 exclusivament als EUA.
A Brasil, on sí que arribà al núm.1, quan hi va arribar (núm.1 del top 100), justament va perdre el núm.1 de la llista Dance que havia mantingut durant tres setmanes. A la setmana 14 encara està al núm.14 baixant de l'11.
A Europa, ha arribat a llocs bastant alts a la llista de vendes europea, tot i que no s'ha llançat a tots els països, i a algun altre com Regne Unit, no se li ha fet promoció perquè el 2n single oficial era Glamorous en comptes de Fergalicious.
Tot i que en molts llocs no se l'ha promocionat molt, ni se l'ha llançat, i en algun lloc no ha arribat a posicions tan altres com el seu senzill predecessor, ha obtingut prou vendes com per estar per sobre dels 4.500.000 descàrregues i vendes físiques principalment, i durant les dues últimes setmanes de desembre del 2007 i les dues primeres del gener del 2008 ha tornat a estar entre les cançons més descarregades dels EUA (arribant al núm.83 la primera setmana de gener amb unes 43.000 descarregues, mentre que la mateixa setmana de l'any passat estava al núm.1 amb 294.797 descàrregues).
Al film Epic Movie surt com a banda sonora en el moment en què els protagonistes entren a la Fabrica de Xocolata fent ressò que el videoclip de Fergalicious n'era una paròdia.
Recentment ha arribat al n1 de Los 40 Costa Rica (amb els vots de la gent), i a la setmana després d'arribar a n1 hi ha bastants possibilitats que repeteixi.

## Posicions a les llistes
- 1 Argentina, Brasil, Costa Rica, Israel, Noruega, Rússia, Suècia
- 2 EUA, Holanda
- 3 Xile, Ibero-Amèrica, Lituània, Finlàndia
- 4 UWC, Austràlia, Singapur
- 5 Nova Zelanda
- 6 Amèrica llatina
- 9 Euro Top 20
- 11 Mèxic, Bèlgica
- 15 França
- 17 Grècia
- 18 Letònia
- 26 Regne Unit (Només Descàrregues)
- 34 Àustria